# Gary Scott Thompson
Gary Scott Thompson é o criador, produtor executivo e ex-roterista da série Las Vegas, e roteirista de Velozes e Furiosos.